# Edmund Kirby Smith
Edmund Kirby Smith (16 mai 1824 – 28 mars 1893) était un officier de carrière et instructeur de l'US Army puis général dans l'Armée des États confédérés lors de la guerre de Sécession, notable pour son commandement du département du trans-Mississippi de la Confédération après la chute de Vicksburg.

## Jeunesse et carrière au sein de l'US Army
Smith est né à Saint Augustine en Floride, fils de Joseph Lee Smith et de Frances Kirby Smith, tous deux natifs du Connecticut et qui s'installèrent en Floride en 1821 peu après que Joseph y eut été nommé juge fédéral.
En 1836, ses parents l'envoient étudier dans un internat militaire de Virginie, qu'il fréquente jusqu'à son admission à l'Académie militaire de West Point en 1841. Il obtient son diplôme dans cette institution, en 1845. Il est ensuite nommé second lieutenant du 5e régiment d'infanterie.
Lors de la guerre américano-mexicaine il sert sous les ordres du général Zachary Taylor lors des batailles de Palo Alto et du Resaca de la Palma. Il sert ensuite sous les ordres du général Winfield Scott, puis est promu lieutenant à la bataille de Cerro Gordo, puis capitaine pour celles de Contreras et de Churubusco.
Après la guerre, il sert en tant que capitaine au 2e régiment de cavalerie, au Texas, mais il enseigne également les mathématiques à West Point. Il est blessé, en 1859, lors d'un combat contre des Améridiens dans la vallée de la Nescutunga au Texas. En 1861, lorsque le Texas fait sécession, il commande le petit fort de Camp Colorado, doté d'une garnison de 70 hommes, au nord-ouest de San Antonio. Il s'y retrouve encerclé par quelques centaines de Texans qui le somment de se rendre et de leur livrer le fort. Bien que ses sympathies aillent pour le camp du Sud, il refuse de se rendre à une foule d'émeutiers. Ce n'est qu'après que le commandant de la région militaire du Texas, David E. Twiggs, eut accepté les termes de la reddition, proposée par l'assemblée législative du Texas, que Smith fit amener le Stars and Stripes, le 26 février. Il est d'ailleurs promu major pour son acte héroïque. Cependant, le 1er mars, il démissionne de l'armée et offre ses services à la Confédération.

## Guerre de Sécession

### Virginie
Après avoir brièvement assisté le général Joseph E. Johnston, adjudant-général dans la vallée de Shenandoah, Smith est promu brigadier-général le 17 juin 1861, et reçoit le commandement d'une brigade de l'Armée de la Shenandoah, qu'il mène à la première bataille de Bull Run le 21 juillet. Grièvement blessé au cou et à l'épaule, il récupère en assumant le commandement du département de la Floride du centre et de l'est(p1). Il reprend le service actif en octobre en tant que major-général et commandant de l'Armée du Potomac au nord de la Virginie.

### Kentucky
En février 1862, il est envoyé sur le théâtre occidental pour prendre le commandement de l´Army of East Tennessee. Associé au général Braxton Bragg lors de l'invasion du Kentucky, il remporte la victoire lors de la bataille de Richmond, le 30 août 1862, et est promu en octobre lieutenant-général, commandant l'Armée du Tennessee.

### Département du trans-Mississippi
En janvier 1863, Smith reçoit le commandement du département du trans-Mississippi (qui comprenait à l'origine l'Arkansas, la Louisiane occidentale et le Texas). Il restera d'ailleurs stationné jusqu'à la fin de la guerre à l'ouest du Mississippi. Alors que les forces du major-général Ulysses S. Grant resserrent leur étau sur le fleuve, Smith tente de les contrer. Cependant, sa division ne comptant pas plus de 30 000 hommes, stationnés sur un immense territoire, il ne lui est pas possible de concentrer suffisamment de troupes pour tenir tête à Grant ou à la marine de l'Union sur le Mississippi.
Au printemps 1864, le lieutenant-général Richard Taylor, subordonné direct de Smith, défait brillamment le major-général Nathaniel P. Banks à la bataille de Mansfield lors de la campagne de la Red River le 8 avril 1864. Après la bataille de Pleasant Hill le 9 avril, Smith rejoint Taylor et envoie la moitié des hommes de Taylor, les Walker's Greyhounds, commandés par le major-général John George Walker, vers le nord pour y empêcher l'incursion du major-général Frederick Steele en Arkansas. Cette décision est fortement contestée par Taylor et sera la cause d'une grande animosité entre les deux hommes.
La pression se relâchant, Smith tente d'envoyer des renforts à l'est du Mississippi, mais comme lors de tentatives précédentes pour renforcer Vicksburg, cela s'avère impossible à cause du contrôle naval de l'Union sur le fleuve. Il décide donc d'envoyer Sterling Price, avec toute la cavalerie disponible envahir le Missouri. Plus tard, la guerre à l'ouest du fleuve se compose principalement de raids limités et d'actions de guérilla. Devenu général (dès le 19 février 1864, il est l'un des huit seuls hommes à ce grade au sein de l'Armée confédérée), il ordonne la reddition de son département — la seule armée de la Confédération ayant encore quelque consistance — le 26 mai 1865. Il se rend à Galveston au Texas, le 2 juin, d'où il fuit vers le Mexique puis vers Cuba afin d'échapper à d'éventuelles poursuites pour trahison. Il rentrera, bénéficiant d'une amnistie à Lynchburg, le 14 novembre 1865.

## Après guerre
Après guerre, Smith s'implique dans les domaines du télégraphe et de l'éducation. De 1866 à 1868, il est président de l'Atlantic and Pacific Telegraph Company. Cependant, la société faisant faillite, il fonde une University-preparatory school à New Castle dans le Kentucky. En 1870, s'alliant avec l'ancien général confédéré Bushrod Johnson, il devient président de l'University of Nashville. En 1875, il quitte ce poste pour devenir professeur de mathématiques à l'University of the South à Sewanee au Tennessee de 1875 à 1893. Il repose dans le cimetière de l'Université à Sewanee.